# Équipe du Luxembourg de football
Cet article traite de l'équipe masculine. Pour l'équipe féminine, voir Équipe du Luxembourg féminine de football.
Maillots
L'équipe du Luxembourg de football, créée en 1908 et affiliée à la Fédération internationale de football association depuis 1910, est l'équipe nationale qui représente le Luxembourg dans les compétitions internationales masculines de football, sous l'égide de la Fédération luxembourgeoise de football (FLF). Elle sélectionne les meilleurs joueurs luxembourgeois. Ces derniers, composant cette équipe, sont traditionnellement appelés D'Roud Léiwen (« Les Lions rouges »).
La sélection, dirigée par Luc Holtz depuis 2010, évolue en général à domicile au stade Josy-Barthel, situé dans la ville de Luxembourg puis à partir de septembre 2021 dans le nouveau stade de Luxembourg situé dans la même ville.

## Histoire

### De modestes débuts malgré quelques morceaux de bravoure (1911-1938)

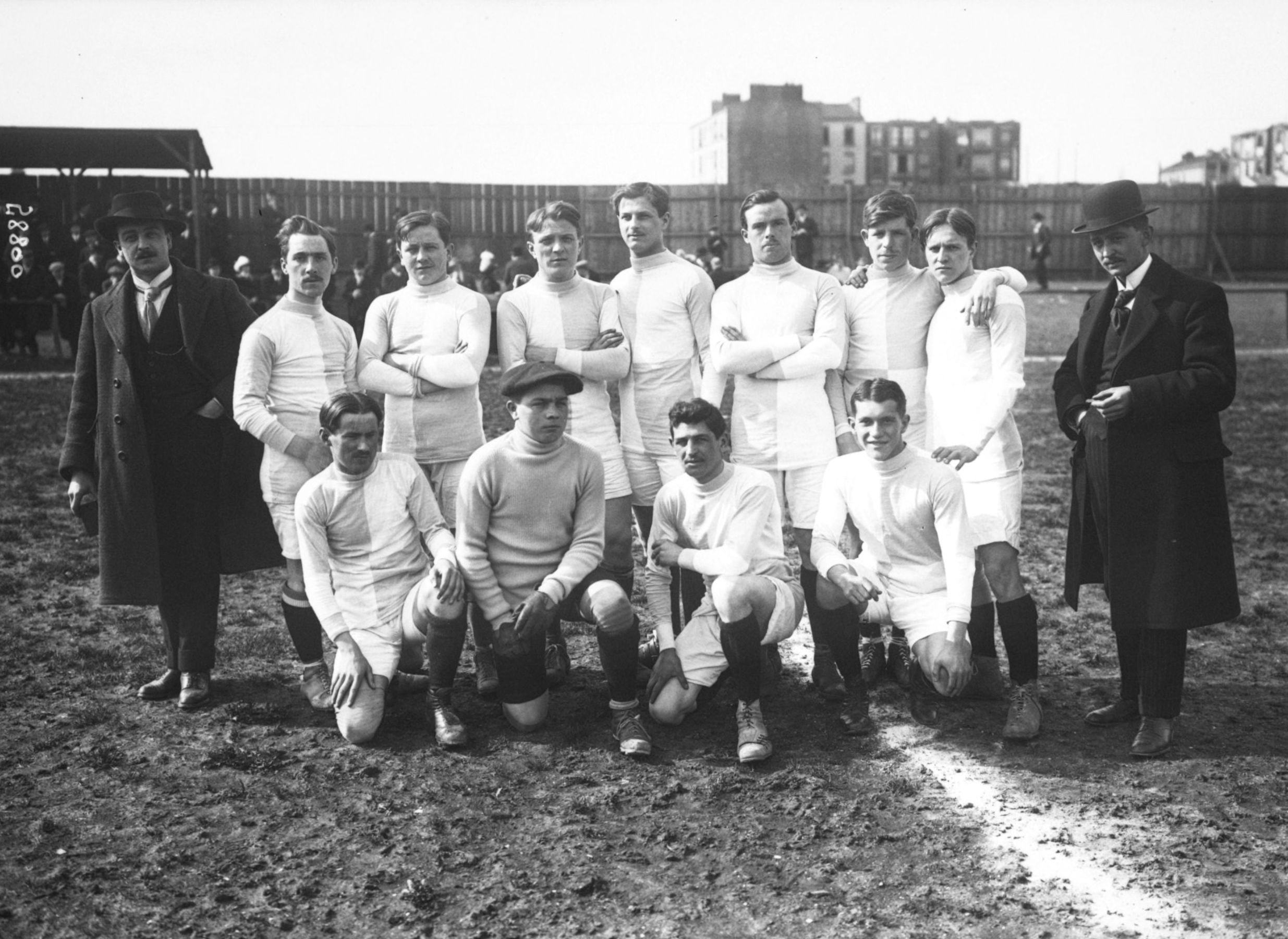
Équipe du Luxembourg, en 1913, avant un match, à Saint-Ouen.

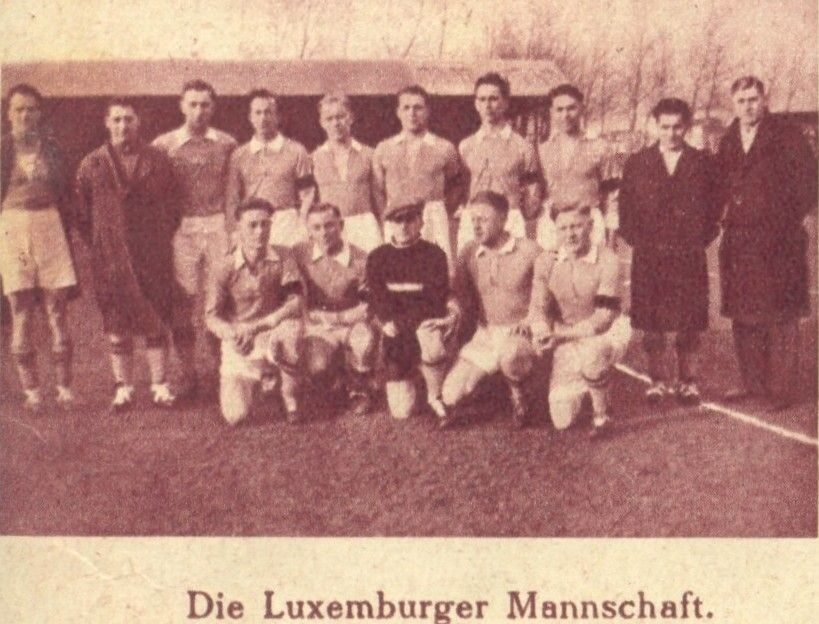
L’équipe du Luxembourg, en 1934

Le Luxembourg est devenu membre de la FIFA en 1910. Le 29 octobre 1911, les Lions Rouges disputèrent leur premier match officiel contre les voisins français : la rencontre se termine sur le score de 4-1 pour les visiteurs. Les Luxembourgeois prirent néanmoins leur revanche le 8 février 1914 en battant la même équipe 5-4, Jean Massard réussissant ce jour-là un quadruplé. La participation aux Jeux Olympiques d'Anvers de 1920 se solda par une défaite 3-0 des coéquipiers de Joseph Koetz (joueur du CS Fola Esch, il participa aux trois premières campagnes olympiques du Luxembourg) contre les Pays-Bas. Dans les rangs de l’équipe luxembourgeoise évoluait Émile Hamilius, futur député du Parti démocratique et maire de Luxembourg après la Seconde Guerre mondiale, alors milieu de terrain du CS Fola. 

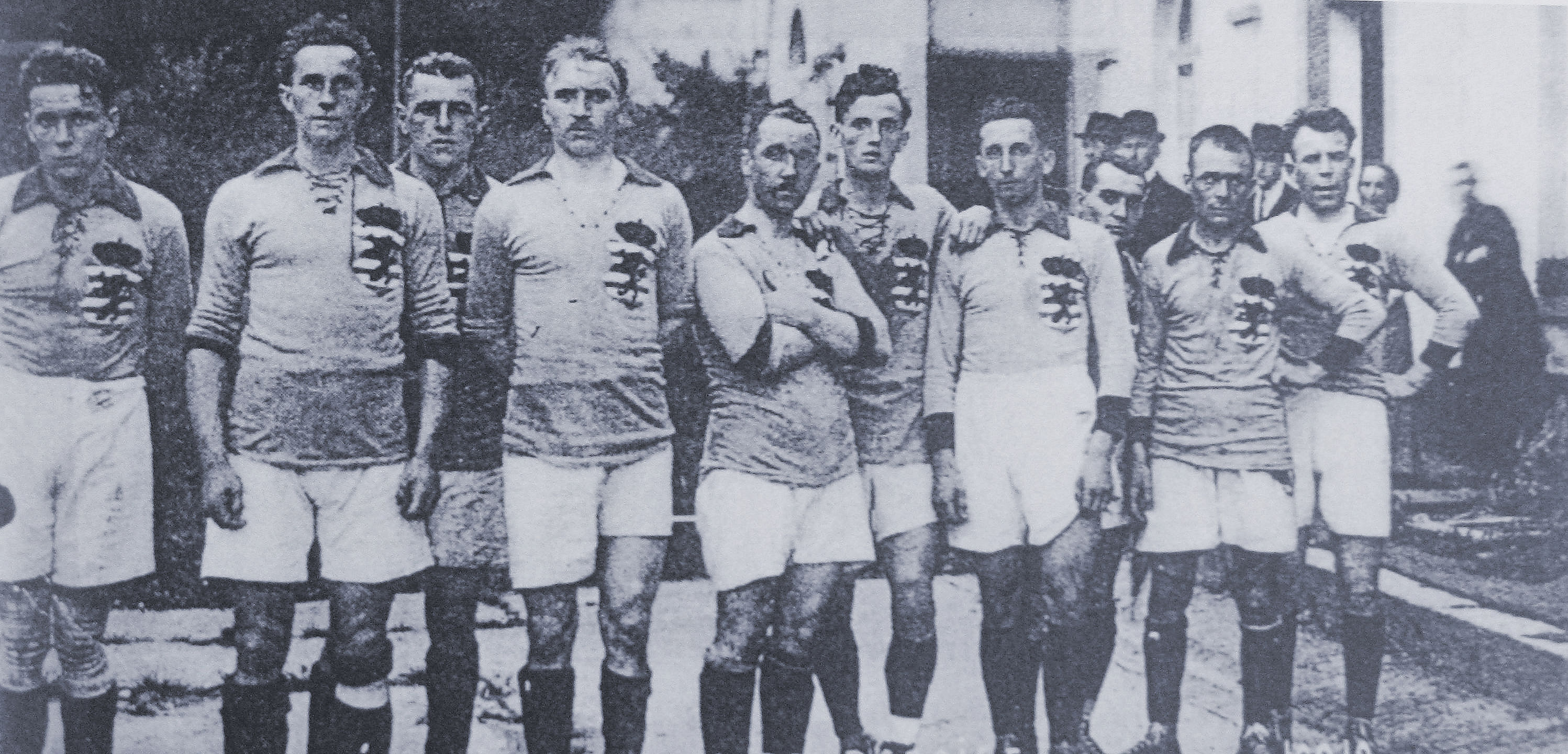
Équipe du Luxembourg lors des JO de 1920

En 1924, l’équipe luxembourgeoise, qui ne jouait que sporadiquement contre des équipes de forte valeur (elle disputa en revanche de nombreux matchs contre les équipes B de la France, de la Belgique, de l’Italie et de la Suisse, ainsi que contre l’équipe régionale des provinces méridionales des Pays-Bas), s’inclina de nouveau lors des Jeux Olympiques, contre l'Italie, au Stade Pershing, par deux buts à rien. En 1927, les Anglais défirent le Luxembourg (2-5), de même que la Belgique (3-5), lors de la compétition de football jouée dans le cadre des JO d’Amsterdam, en 1928. En inscrivant trois buts, dans les 25 premières minutes, les Belges songeaient sans doute avoir fait le plus difficile : c'était sans compter sur la vaillance des Luxembourgeois, lesquels, grâce à Guillaume Schtuz, Jean Pierre Weisgerber et Robert Theissen inscrivirent trois buts en un quart d'heure, parvenant à arracher l'égalisation, juste avant la pause, précisément à la quarante-quatrième minute. Les Luxembourgeois tinrent le nul jusqu'à la 67e, lorsque Jacques Moeschal inscrivit le quatrième but belge, suivi d'un cinquième, six minutes plus tard. Après la compétition, remportée par l'Uruguay, en deux temps, face à l'Argentine, les Luxembourgeois rencontrèrent l'Égypte, quatrième des épreuves de football lors des JO qui venaient de s'achever (ils avaient été pulvérisés lors de la petite finale par l'Italie, onze buts à trois) et première nation non européenne rencontrée par les Lions Rouges : cette rencontre se solda par un nul, 1-1, plutôt flatteur pour les Luxembourgeois, étant donné que les Égyptiens, tombeur de la Turquie et du Portugal pendant les Jeux, et qui profitaient toujours de leur venue en Europe dans le cadre de ces derniers pour disputer ensuite quelques matchs avec des équipes européennes, venaient de faire chuter les Pays-Bas (1-2). En 1932, les Luxembourgeois subirent le plus lourde défaite de leur histoire, encaissant douze buts de la part de l'équipe B d'Italie, sans en marquer aucun.

Les Luxembourgeois prirent part aux premières phases qualificatives pour la Coupe de Monde 1934, sans succès (lourdes défaites contre l’Allemagne, 1-9, et la France, 1-6). Ils ne furent pas plus heureux lors des JO de 1936, où ils subirent la loi des Allemands (0-9).

### Un envol brisé (1938-1940)
Toutefois les années 1938-1940 marquèrent une amélioration dans les résultats de l’équipe nationale, puisqu'en 1938, les Luxembourgeois chutèrent de peu devant les voisins belges, lors du tour préliminaire de la Coupe du monde de 1938. La même année, l’Allemagne peina, chez elle, à s’imposer, en amical, devant le Luxembourg (1-2), qui battit cette même équipe allemande, en 1939, à domicile (2-1) et s’imposa l’année suivante devant les voisins néerlandais (5-4), avec à sa pointe Léon Mart, du CS Fola Esch, et Gustave Kemp, goléador du FC Metz, meilleur buteur luxembourgeois de tous les temps, mais dont la carrière fut entravée par l’irruption du conflit mondial.

### Le retour du Luxembourg sur la scène internationale (1945-1964)
Sous la conduite de son canonnier Camille Libar, joueur de Strasbourg, le Luxembourg débuta l'après-guerre en fanfare : large victoire contre les voisins belges, le 13 mai 1945 (1-4), suivie, il est vrai, d’une sévère défaite quelques mois plus tard contre ces mêmes Diables Rouges (0-7, en Belgique cette fois-ci), victoire contre la Norvège, le 28 juillet 1946. En match non officiel, les Luxembourgeois accrochèrent les équipes B de la France (4-4 en 1946), de la Suisse (0-0 en 1946) et de la Belgique (3-3 en 1947). Enfin, le 13 mai 1947, ils vainquirent les amateurs anglais, par quatre buts à trois. Le 26 juillet 1948 constitue un jour historique pour le football luxembourgeois : dans le cadre des Jeux Olympiques, les Luxembourgeois remportèrent leur plus large victoire, contre l'Afghanistan, six buts à zéro. Cependant, le tour suivant, ils ne purent rien contre les Yougoslaves, si ce n’est sauver l’honneur (défaite 6-1). Néanmoins, en 1949 et 1950, ils tinrent en échec, en amical certes, mais chaque fois en déplacement, respectivement la Tchécoslovaquie et la Norvège (2-2), et battirent, en 1951, sur leur terrain la Finlande (3-0).
Les Jeux Olympiques de 1952 offrirent l'occasion aux Luxembourgeois de briller. La Nationalmannschaft dut dans un premier temps en passer par un tour préliminaire, face à l'équipe de Grande-Bretagne. Même composé d’amateurs, cette équipe britannique (en réalité uniquement composé de joueurs anglais) ne laissa pas d'impressionner ses adversaires. Y figuraient quelques éléments de grande valeur, tel Bill Slater, alors en passe de rejoindre les Wolverhampton Wanderers où il allait effectuer une longue et fructueuse carrière qui lui ouvrirait les portes de l'équipe d'Angleterre, Jim Lewis, de Chelsea, sans doute le plus célèbre et le plus talentueux des joueurs amateurs de sa génération (49 sélections en sélection anglaise amateurs), George Robb, qui verrait sa carrière brisée par une blessure, non sans avoir connu la sélection anglaise (une fois) et Derek Saunders (en), vainqueur cette année de la FA Cup amateur, ce qui lui valut un pont d'or de la part de Chelsea FC, dont il devint un pilier, participant même avec la sélection londonienne à la finale de la Coupe des villes de foires (Coupe de l'UEFA) en 1960. Les Britanniques ouvrirent le score, dès la 12e minute, grâce à Robb, et tinrent ce résultat jusqu’à la 60e où Joseph Roller (en) égalisa. Les Luxembourgeois parvinrent à maintenir cette parité, et les deux équipes engagèrent des prolongations : Léon Letsch, gâchette du Club olympique Roubaix-Tourcoing, puis Roller par deux fois donnèrent un avantage décisif au Luxembourg. Mais les Britanniques ne s’avouaient pas vaincus, et Slater réduisit la marque, à la 101e minute. Jules Gales répondit du tac au tac et inscrivit dans la foulé le cinquième but luxembourgeois. Lewis eut beau tromper Ferd Lahure (en) en toute fin de match, les Luxembourgeois sortirent vainqueur de cet affrontement, à la surprise générale.
Le Brésil commençait à laisser entrevoir ce qu’il allait devenir quelques années plus tard : le maître incontesté du monde du ballon rond. Figuraient dans cette équipe brésilienne olympique quelques joueurs qui ne manquèrent pas de charmer leurs contemporains par leur talent : l’attaquant, star à venir de l’Atletico Madrid, Vavá, champion du monde en 1958 et 1962, Humberto, membre de l'équipe du Brésil en 1954, qui allaient bientôt enthousiasmer les tifosi laziali, Evaristo de Macedo, futur attaquant international du Barça puis du Real Madrid, Larry, canonnier de l’Internacional, Didi, qui participa aux Coupes du monde 1954, 1958 et 1962 et évolua au Real Madrid, et le défenseur Zózimo, un autre vainqueur des éditions 1958 et 1962 de la Coupe du monde avec l'équipe du Brésil. Logiquement, ces vedettes en devenir, déjà reconnues dans le championnat brésilien, devaient l’emporter : mais cette tâche fut moins aisée qu'il ne leur avait semblé avant que de pénétrer sur le terrain. Larry inscrivit un but juste avant la pause, et Humberto Tozzi dès après celle-ci, Jules Gales relançant tardivement la rencontre, en trompant Carlos Alberto (en) (gardien-phare de l'équipe olympique brésilienne, puisque le portier du Vasco da Gama participa aux épreuves de football des JO de 1952, 1956 et 1960) à la 86e minute. Face aux jeunes étoiles brésiliennes, les Luxembourgeois n’avaient pas démérité. Vic Nurenberg, buteur prolifique de l'OGC Nice et du FC Sochaux, fut l’un des artisans de cet honorable parcours.
Il fallut attendre dix ans, depuis la victoire contre la Finlande, avant que le Luxembourg ne regagnât un tel match. Mais cette longue attente fut récompensé par un nouvel exploit : le 8 octobre 1961, mené par le métronome de l'Alliance Dudelange, Henri Cirelli (lb), le Luxembourg connut l'un de ses plus grands succès, avec la victoire, à domicile, par 4 buts à 2, contre le Portugal d'Eusebio, en match de qualification pour la Coupe du monde, Ady Schmit inscrivant la bagatelle de trois buts.
Entre-temps, la sélection d'Antoine « Spitz » Kohn prit l'eau comme jamais, le 19 octobre 1960, contre l'Angleterre de Bobby Charlton (0-9). Pour autant, cette période de disette, ne fut pas une période de famine : outre son louable parcours aux JO de 1952, le Luxembourg eut la satisfaction de voir son équipe battre l’équipe amateur de la Sarre, par six buts à un, en 1952, les équipes réserves de la Belgique (6-4, en 1956), de la Suisse (4-1, la même année, à Esch-sur-Alzette), ainsi que les amateurs anglais (3-1, en 1959) et l’équipe de France olympique (5-3, en 1960).
En 1958, les joueurs grands-ducaux créèrent la surprise, en s’imposant 4-1, contre l’équipe B de la RFA. Ce jour-là, un 1er mai, « la température magnifique, le renom des visiteurs et la bonne réputation des joueurs luxembourgeois avaient incité quelque six mille spectateurs à se rendre au stade municipal de Luxembourg », d’après le reporter du journal Les Sports. Mené par un Camille Dimmer survolté, passeur impeccable et tireur implacable, auteur d’un doublé, les Luxembourgeois tinrent la dragée haute aux Allemands, qui ne purent que sauver l’honneur en fin de manche, ayant buté tout au long du match sur le gardien  Paul Steffen (lb) et l’arrière-central, véritable vigie, Léon Mond (lb) surnommé Jang.
Comptant dans ses rangs un nouveau venu, Jean-Pierre Hoffstetter (lb)surnommé Jim, futur capitaine de la sélection et rugueux défenseur de l’Aris Bonnevoie (une fois à la retraite, il chroniqua au Républicain Lorrain et dans Le Quotidien), le Luxembourg, lors des éliminatoires pour les Jeux Olympiques de 1960 arracha deux nuls méritoires (0-0 et 2-2) à la Suisse et ne s'inclina que par 3-5 face à la France.

### L’épopée de 1963: le Luxembourg quart-de-finaliste de la Coupe d'Europe des nations 1964

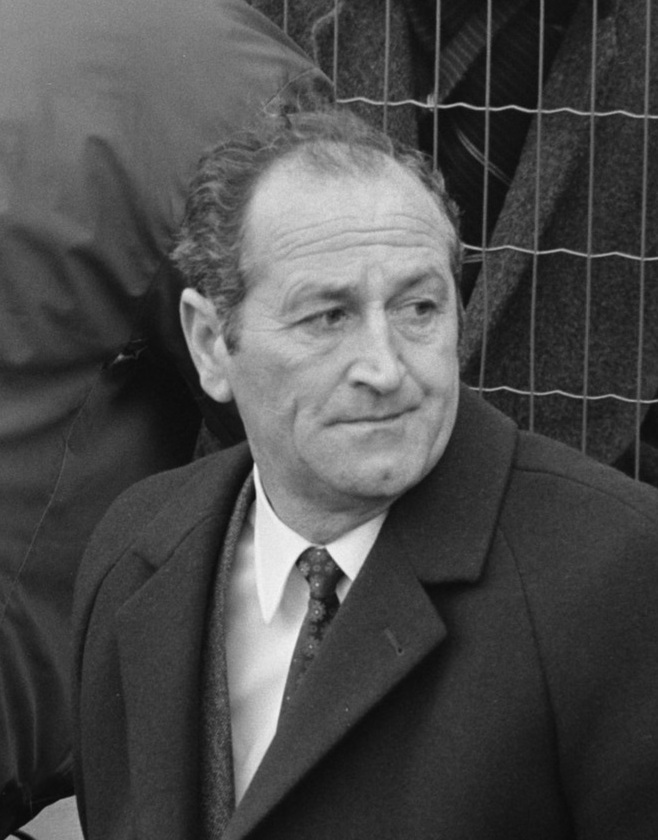
Entraîneur Robert Heinz

Ce fut lors de la deuxième édition du Championnat d’Europe que les Luxembourgeois brillèrent le plus. Exempté par tirage au sort de tour préliminaire (tout comme l'Autriche et le tenant du titre soviétique), le Luxembourg, entraîné par Robert Heinz (de), fit son entrée en huitièmes-de-finale. Le 11 septembre 1963, les Luxembourgeois tinrent en échec les Néerlandais, au Stade Olympique d’Amsterdam, (1-1, grâce à l’égalisation de Camille Dimmer, buteur pensionnaire du club belge de Molenbeek). Certains observateurs pensaient que les joueurs Néerlandais s'étaient réservés, afin de garantir une affluence suffisante au match retour à Rotterdam. Mais un mois plus tard, les spectateurs néerlandais en furent pour leurs frais : au Feijenoord Stadion, le Luxembourg s’imposa contre toute attente, encore grâce à Dimmer, qui offrit à la 67e minute la victoire à son équipe (2-1). L'exploit luxembourgeois est d'autant plus retentissant que les deux rencontres ont été disputées à l'extérieur, aux Pays-Bas, les deux fédérations s'étant mises d'accord pour une telle organisation. Les Luxembourgeois affrontèrent en quarts-de-finale le Danemark, lequel s’était laissé un peu surprendre au tour précédent par l’Albanie (défaite 0-1 au match retour après une large victoire 4-0 à l’aller). Le 4 décembre 1963, à Luxembourg, les Lions Rouges, emmené par Louis Pilot, du Standard de Liège, et Ady Schmit, milieu de terrain du FC Sochaux, double vainqueur avec celui-ci de la Coupe Charles Drago et accessoirement sélectionné en équipe de France de football de deuxième division, ouvrirent le score dès la première minute grâce à Paul May (lb). Il faudra tout le talent d’Ole Madsen, meilleur joueur danois de l'année 1964, et l'un des meilleurs buteurs de tous les temps en équipe du Danemark, auteur ce soir-là d’un triplé, pour assurer le partage des points (3-3) à l'issue d'une rencontre spectaculaire. Une semaine plus tard, le 10 décembre à Copenhague, le Luxembourg arracha à la 84e minute le match nul (2-2). Avec un score cumulé de 5 à 5, la tenue d'un match d’appui, sur terrain neutre à Amsterdam, fut donc nécessaire. Cette fois le Danemark réussit à prendre un avantage définitif (1-0), grâce à l'inévitable Ole Madsen, auteur des six buts danois lors de ces quarts de finale. Éliminé de justesse, le Luxembourg sortit la tête haute de la compétition.
Après cette belle campagne européenne, les Luxembourgeois poursuivirent sur leur lancée. Le 20 septembre 1964, à Belgrade, l'équipe du Luxembourg força la brillante équipe de Yougoslavie à puiser dans ses ressources pour l'emporter (3-1), Ady Schmit sauvant l'honneur pour le Luxembourg.
Le 4 octobre 1964, dans le cadre des éliminatoires pour la Coupe du monde, le Luxembourg affronta devant près de 20 000 personnes la France, au Stade municipal. Mené 0-1, le Luxembourg faillit créer la surprise par l’intermédiaire de Jean Klein (lb) lorsque celui-ci mystifia son adversaire direct et adressa une passe limpide au centre que Camille Dimmer transforma (75e minute). Malheureusement, un juge de ligne faisait annuler le but pour sortie de balle. Pourtant, les images de la télévision démontrèrent, le lendemain, la méprise de l’arbitre assistant. Finalement le Luxembourg s'inclina 0-2 en concédant à la dernière minute un but de Nestor Combin. Jean Klein, dit « Speedy », était instituteur de profession mais surtout grand ailier de l’équipe du Luxembourg et du club de Dudelange où il passa toute sa carrière de footballeur. Il avait un démarrage sec et un talent de dribbleur hors de pair qui avaient fait de lui l’un des éléments les plus redoutés par les défenses de la première division luxembourgeoise. « Klein, il va plus vite que Gento » titrait d’ailleurs le journal belge Les Sports de Bruxelles, le lendemain d'un essai de Jean Klein avec le RSC Anderlecht en match amical contre Lille OSC. Jean Klein dira, près de quarante ans après cette injustice : « Mon meilleur souvenir est et reste la rencontre au Luxembourg contre la France (0-2) le 4 octobre 1964 […]. Mais c'est aussi mon plus mauvais souvenir. Je suis certain que si le goal que nous avions marqué avait été validé, c'était l'égalisation et la victoire au bout. Portés par les 20 000 spectateurs, nous aurions pu faire un grand résultat ».

### Un long passage à vide (1964-1989)
Après leur victoire en huitième-de-finale contre les Pays-Bas, les joueurs du Grand Duché ne firent plus guère entendre parler d’eux, si ce n’est à l’occasion de quelques matchs sans enjeu : deux victoires, à domicile, contre le Mexique en 1969, et la Norvège en 1973, toutes deux sur le même score (2-1). Ils remportèrent également un match (2-0), à Luxembourg, contre la Turquie, en 1972, dans le cadre des éliminatoires de l’Euro. Ils durent ensuite attendre 1995 pour battre à nouveau un adversaire européen en match officiel. Entre temps, si ce n’est deux victoires en 1971, contre les amateurs allemands (4-2), et contre l’équipe olympique de l’Autriche (1-0, les Autrichiens, vainqueurs au retour, 2-3, durent disputer un match de barrages, qu'ils remportèrent 2-0, ce qui leur permit de se qualifier pour les JO), ainsi que, lors d’un tournoi en Indonésie, la Mara Halim Cup, en 1980, deux victoires, contre la Thaïlande (1-0) et la Corée du Sud (3-2), les Luxembourgeois ne brillèrent guère, malgré les renforts après la campagne de 1963, et dans les années 1970, d’Erwin Kuffer, arrière latéral de l’OL, du messin Nico Braun et de Gilbert Dussier, qui fit les belles heures de Nancy et de Lille. À l’aune des années 1990, le football luxembourgeois stagnait, et la sélection nationale ne remporta plus aucune victoire de 1980 à 1995, bien que Louis Pilot menât la sélection, de 1978 à 1985.

### Le mandat de Paul Philipp et les performances du Luxembourg lors des éliminatoires de l'Euro 1996
L’arrivée de Paul Philipp, ancienne gloire luxembourgeoise de l’Union Saint-Gilloise, du Standard et du Royal Charleroi SC, recordman du nombre de matchs qualificatifs pour la Coupe du monde disputés par un joueur (17 matchs, quatre phases éliminatoires jouées entre 1970 et 1982) fit retrouver leur sourire aux supporters luxembourgeois : un match nul en 1989 contre la Belgique, un but partout, un autre sur le même score, en 1993 contre l’Islande (1-1), et un dernier contre la Suisse, en 1996, en amical, le résultat à la fin de la partie étant identique. Surtout, les éliminatoires de l’Euro 1996 furent sans conteste l’une des campagnes les plus réussies de la sélection luxembourgeoise : les hommes de Paul Philipp battirent sur leur île les Maltais (1-0, but de Manuel Cardoni), le 22 février 1995, avant que de les vaincre à nouveau, au Stade Josy-Barthel, sur le même score. Ils s’offrirent également, le 7 juin 1995, la République tchèque (1-0), future finaliste de la compétition, et tinrent en échec la Biélorussie (0-0), la même année. Ils manquèrent, lors des éliminatoires de la Coupe de Monde, de surprendre la Bulgarie, qui ne dut son salut qu’à Emil Kostadinov (défaite luxembourgeoise 1-2). Cette équipe du Luxembourg comptait dans ses rangs de nombreux éléments de valeur : les vétérans Guy Hellers, maître à jouer du Standard de Liège et Robby Langers (qui côtoya Zinédine Zidane lors de son passage à l’AS Cannes), le milieu du FC Aarau Jeff Saibene et un jeune défenseur, Jeff Strasser, lequel, comme bon nombre de ses compatriotes avant lui, allaient faire les beaux jours du FC Metz.

### L'ère Hellers: amélioration et nouveaux exploits (2006-2010)
Les Luxembourgeois, entraînés par Guy Hellers depuis 2004, allaient cependant connaître un léger mieux et enrayer leur déclin : les défaites devenaient moins cuisantes (0-1 devant les Pays-Bas, lors des éliminatoires de l’Euro, en 2006), et la sélection tint même en échec la Lettonie (0-0, en amical). En 2006 et 2007, les Luxembourgeois obtinrent de nouveau le nul devant les Éperviers du Togo puis vainquirent la Gambie, deux buts à un, près de douze ans après leur dernière victoire. L’abnégation des Luxembourgeois fut récompensée le 13 octobre 2007, lorsqu’ils battirent, chez elle, à Gomel, la Biélorussie, 1-0, première victoire contre une équipe européenne, depuis celle remportée en 1995 contre la République tchèque. Victoire surprise, puisqu'à l'orée d'une rencontre tendue, « interminable » selon Paul Philipp, au cours de laquelle les Luxembourgeois s'étaient débattus pour ramener un nul, Alphonse Leweck inscrivit, de la tête, un but salvateur : « j'étais cassé. Sur la dernière action, je vois Dan [Da Mota] partir et je me demande franchement si je dois y aller. Et puis je me décide en voyant qu'on reste bien en place derrière. Quand je reprends la balle de la tête et que je vois le gardien la rater, je me dis que c'est parce qu'il ne l'attendait pas là, que je l'ai pris un peu à contre-pied. »
Le 10 septembre 2008, au Stade du Letzigrund de Zurich, l'équipe du Luxembourg crée l'exploit lors des éliminatoires de la Coupe du monde 2010 en battant la Suisse sur son terrain (1-2). « On a joué un super match en équipe. On a combattu à 150 % de nos possibilités. Nous sommes amateurs et nous avons joué avec nos moyens. Je vais maintenant savourer ce succès ! », a déclaré le capitaine Jeff Strasser buteur et passeur lors de cette partie, qui vit également s’illustrer « Fons » Leweck, déjà bourreau des Biélorusses. La vaillance d’un Jeff Strasser et les promesses d’un Mario Mutsch, l’attachement des Luxembourgeois à leur maillot, ainsi que les investissements récemment réalisés par la Fédération dans la formation des jeunes (en 2000-2001, la FLF a ouvert un centre d'excellence, pour la formation des jeunes joueurs, à Mondercange) auguraient d’un nouveau départ de la sélection luxembourgeoise, qui n’entend plus se contenter d’exploits. D'ailleurs, sur leur lancée, et pour fêter dignement le centenaire de leur fédération, les Luxembourgeois, en octobre 2008, tinrent en échec les Belges (1-1) et firent douter les Israéliens.
Le 17 novembre 2010, Le Luxembourg affronte l'équipe A' de l'Algérie. Malgré une large domination Algérienne pendant tout le match, le score final est de 0-0. Plutôt bon pour le Luxembourg, qui quitte l'année 2010 par un nul après avoir perdu l'avant dernier match contre la France en qualification pour l'Euro 2012 (2-0).

### La réforme du football luxembourgeois et la difficile succession de Hellers (2010)
Néanmoins, certains considèrent que la faiblesse du championnat local, doté d'un statut amateur, le manque d'investissement des pouvoirs publics dans la formation des jeunes (le football luxembourgeois ne dispose que du Centre national de football de Mondercange) et l'inertie de la FLF et des grands clubs entravent singulièrement les chances d'évolution du football luxembourgeois. D'après le sélectionneur lui-même, les internationaux manqueraient de condition physique, d'aisance technique et de combativité. Ce débat, qui agite le monde du football luxembourgeois, n'est pas sans conséquence sur la sélection : le 2 août 2010, le sélectionneur Guy Hellers (ainsi que son adjoint) a donné sa démission, et cessé également ses fonctions au sein du CFN de Mondercange, une structure dont il était l'un des initiateurs et des piliers. Guy Hellers, favorable à l'instauration du professionnalisme, était en froid avec une partie des membres du conseil d'administration de la FLF et des divergences d'opinion étaient apparues avec son président Paul Philipp.
Les journalistes du Quotidien annoncent désormais qu'une nouvelle ère, non exempte de dangers et de turbulences pour la sélection, s'est ouverte avec le départ de Hellers : « En un après-midi, c'est tout l'encadrement du football qui est à reconstruire. C'est peu dire que le chantier qui attend les dirigeants est vaste » Luc Holtz, ancien entraîneur des espoirs a succédé à Guy Hellers, avec lequel il n'était pas en bons termes, preuve que le football luxembourgeois, aussi modeste soit-il, est également victime de querelles de personnes. Pour son premier match en tant que sélectionneur, l'équipe du Luxembourg s'est incliné en amical face au Borussia Mönchengladbach, sur le score de quatre buts à deux. Cependant, cette équipe réalise l'énorme performance de s'imposer contre la Slovaquie, 2 buts à 1 grâce à un doublé de Da Mota. L'équipe du Luxembourg démarra l'année 2011 par une victoire, et entama ainsi une première série d'invincibilité. Le Luxembourg perdit ensuite le match retour face à la France lors des éliminatoires de l'Euro 2012 (0-2).

### Luc Holtz impose le changement (2010-2012)
Depuis l'arrivée de Luc Holtz (fin 2010), la nationale luxembourgeoise continue à faire d'énormes progrès dans le domaine offensif car Luc Holtz décide de changer son module de jeux contre la Roumanie et l'Albanie (4-3-3) et le résultat est surprenant, même si le Luxembourg a joué nettement mieux que la Roumanie, il a perdu le match (2-0) mais il s'est repris face à l'Albanie en gagnent à domicile 2-1.
Le Luxembourg termine ainsi avec 4 points dans les qualifications pour l'Euro 2012, pas mal vu le groupe sans doute difficile.
Les Lions Rouges joueront leur dernier match de l'année contre la Suisse, qui cherche une revanche face au Luxembourg (qui avait gagné 2-1 à Zurich) en match amical.
Les prochains tours de qualifications seront peut être plus cléments pour le Luxembourg, (à part le Portugal et la Russie) Israël, l'Irlande du Nord et l'Azerbaïdjan sont des équipes très abordables pour les Roude Leiwen qui en 2014 auront leur nouveau stade national.

### Les nouvelles promesses (2012-2022)
Le Luxembourg ne dispute pas son premier match amical de l'année contre l'Italie à dix jours de l'Euro 2012, faute de tremblements de terre au nord du pays.
Toutefois, une semaine avant les congés de la BGL Ligue, le Luxembourg s'incline face à Malte.
La campagne pour la Coupe du monde de 2014 commence de manière convaincante pour les Lions rouges, qui disputent le premier match à domicile le 7 septembre 2012 face au Portugal. Daniel da Mota (Dudelange) ouvre le score à la 13e minute de jeu, mais Cristiano Ronaldo et Hélder Postiga offrent finalement la victoire aux visiteurs.
Quatre jours plus tard, les hommes de Luc Holtz se déplacent à Belfast, en Irlande du Nord. Les Nord-irlandais dominent pendant une période, et marquent le 1-0 en tout début de match. En forme, Da Mota égalise à quelques minutes du terme pour offrir aux Luxembourgeois leur premier point.
L'année 2013 commence avec la venue de l'Azerbaïdjan fin février. Au terme d'un match fermé, les hommes de Luc Holtz glanent leur deuxième point (0-0). Le match retour en juin ne voit également pas de vainqueur, Stefano Bensi répondant au but d'ouverture d'Abyshov (1-1). En septembre, le déplacement en Russie se solde sur une défaite (4-1), Aurélien Joachim sauvant l'honneur en fin de match. Quelques jours plus tard, le Luxembourg fête sa première victoire des qualifications en battant l'Irlande du Nord. Joachim, Bensi et Jänisch offraient les trois points aux Lions Rouges (3-2). La campagne se conclut sur deux défaites logiques contre la Russie (0-4) et au Portugal (3-0).
Le 15 août 2013, les Lions rouges gagnent 2-1 face à la Lituanie en match amical.
En novembre 2013, René Peters et Guy Blaise se voient signifier par le sélectionneur qu'ils n'entrent plus en ligne de compte pour la sélection grand-ducale. Fin décembre, le gardien Marc Oberweis décide, lui d'arrêter de jouer pour la sélection, car Anthony Moris devient le nouveau no 2 des Lions rouges.
La nouvelle année 2014 commence de la meilleure des façons pour le Luxembourg, qui dispute un match amical face à l'Italie de Cesare Prandelli (le dernier match de préparation avant le début de la Coupe du monde 2014) à Pérouse, il va se terminer par un match nul (1-1). En effet, sur un corner parfaitement tiré, Maxime Chanot place un coup de tête que Gianluigi Buffon ne pouvait qu'accompagner du regard. À noter que Anthony Moris, ainsi que les très jeunes Dwayn Holter (Greuther Fürth) et Christopher Martins Pereira (Olympique lyonnais) ont joué leur première sélection ce jour-là.
En 2015, le Luxembourg bat la Macédoine 1-0 et réussit à terminer 5e du groupe de qualification à l'Euro 2016. En 2016, le Luxembourg marque 3 buts en Bulgarie mais perd finalement le match 4-3 dans le temps additionnel. Quelques jours plus tard, elle prend un point contre la Biélorussie (1-1).
En 2017, les Lions Rouges parviennent à battre la Biélorussie 1-0 à domicile, puis quelques jours plus tard, ils créent l'exploit en faisant match nul 0-0 à l'extérieur contre la France (au Stadium de Toulouse), équipe contre qui ils avaient toujours perdu depuis 1914. Avec une équipe certes remaniée pour les Français, ce match est considéré à ce jour comme l'un des plus grands exploits de l'histoire du Luxembourg, alors que la France sera sacrée championne à la coupe du monde de football 2018. Le Luxembourg termine l'année 2017 par une victoire en amical à domicile contre la Hongrie (2-1). Lors des éliminatoires de l'Euro 2021, le Luxembourg ne prend globalement pas de score fleuve et évite la dernière place du groupe aux dépens de la Lituanie qu'il bat à domicile (2-1) et neutralise à l'extérieur (1-1). En outre, les Lions Rouges donnent du fil à retordre à l'Ukraine le leader du groupe (courtes défaites 1-2 à domicile à l'aller, 0-1 à l'extérieur au retour) et à la Serbie (défaite 2-3 à l'extérieur), mais ne sont pas éligibles aux barrages, la Biélorussie les ayant devancé lors de l'édition 2018-2019 de Ligue des nations.
La nouvelle Ligue des nations de l'UEFA est l'occasion pour l'équipe du Luxembourg de démontrer de sensibles progrès : lors de la Ligue des nations de l'UEFA 2018-2019, elle est promue de la quatrième à la troisième division continentale grâce au changement de format décidé ultérieurement par l'UEFA, en surclassant les équipes de Saint-Marin et de la Moldavie, et en finissant juste derrière celle de la Biélorussie. Lors de l'édition suivante, le Luxembourg tient son rang, ratant même de peu une promotion en Ligue B, au profit du Monténégro contre lequel il s'est imposé à l'extérieur (2-1) lors du match retour, après avoir perdu à l'aller à domicile (0-1) sur un penalty en fin de match et en infériorité numérique alors que les Lions Rouges avaient globalement dominé la rencontre avant le carton rouge.
Dans le cadre des éliminatoires pour la Coupe du monde 2022, le Luxembourg signe un nouvel exploit dès son entrée en lice en remportant sa première rencontre sur la pelouse de l'Irlande (1-0) grâce à une réalisation de Gerson Rodrigues à la 85e minute de jeu, ce qui constitue en outre le premier succès luxembourgeois contre les hommes en vert en 6 rencontres. 3 jours plus tard, le Luxembourg mène à la mi-temps face au Portugal, champion d'Europe en titre, mais s'incline finalement 3-1, non sans avoir fait souffrir les coéquipiers de Cristiano Ronaldo. Le Luxembourg, qui n'a pu surprendre à nouveau l'Irlande à domicile au match retour (0-3), achève cette campagne qualificative à l'avant-dernière place du groupe avec 3 victoires (grâce à 2 succès supplémentaires contre l'Azerbaïdjan) pour 5 défaites et réalise à cette occasion son meilleur parcours en phase qualificative d'une Coupe du monde avec 9 points.

### Accès aux barrages pour l'Euro (2023-2024)
Le Luxembourg réalise un très bon début de campagne qualificative pour l'Euro 2024, pointant à la 3e place de son groupe avec 7 points après 4 journées. En effet, en dépit d'une très lourde défaite à domicile contre le Portugal grand favori du groupe (0-6), les Lions rouges réussissent à accrocher un match nul et vierge en Slovaquie d'entrée (0-0) et surtout signer une victoire retentissante sur le terrain de la Bosnie-Herzégovine de Miralem Pjanić et d'Edin Džeko (2-0). Le Luxembourg termine 3e du groupe J avec le meilleur bilan de son histoire en phase de qualification du Championnat d'Europe (5 victoires, 2 nuls et 3 revers), en ayant notamment battu à deux reprises avec la manière la Bosnie-Herzégovine (victoire 4-1 à domicile au retour). Ce parcours a cependant aussi été marqué par l'une des plus lourdes défaites de son histoire, sur le terrain du Portugal (0-9 au match retour). Mais le Luxembourg peut aussi nourrir des regrets vis-à-vis de l'arbitrage du match crucial à domicile face aux Slovaques, 2e du groupe et directement qualifiés, perdu de justesse (0-1), avec notamment une situation de jeu qui aurait pu valoir un penalty en faveur des Lions rouges alors que le score était encore vierge. Les hommes de Luc Holtz se consolent en obtenant une seconde chance via leur classement en Ligue C des nations et accèdent ainsi aux barrages. En fin d'année 2023, le Luxembourg obtient le meilleur classement FIFA de son histoire (83e place). En mars 2024, le Luxembourg, réduit à 10, est battu par la Géorgie (0-2) en demi-finale des barrages de la Voie C et voit s'envoler son rêve de disputer sa toute première phase finale de l'Euro.

## Bilan sportif
Les résultats faibles de l'équipe du Luxembourg, et ce malgré des ressources économiques importantes dont ne disposent pas nombre de pays, ont conduit à la qualifier de pire équipe de football au monde pour la période allant de 1990 à 2010. Néanmoins, l'équipe a dernièrement (2017) quitté les bas-fonds du classement FIFA pour se retrouver en milieu de tableau mondial.

### Classement FIFA
| Année              | 1993 | 1994 | 1995 | 1996 | 1997 | 1998 | 1999 | 2000 | 2001 | 2002 | 2003 | 2004 | 2005 | 2006 | 2007 | 2008 | 2009 | 2010 | 2011 | 2012 | 2013 | 2014 | 2015 | 2016 | 2017 | 2018 | 2019 | 2020 | 2021 | 2022 | 2023 | 2024 | 2025 |
| ------------------ | ---- | ---- | ---- | ---- | ---- | ---- | ---- | ---- | ---- | ---- | ---- | ---- | ---- | ---- | ---- | ---- | ---- | ---- | ---- | ---- | ---- | ---- | ---- | ---- | ---- | ---- | ---- | ---- | ---- | ---- | ---- | ---- | ---- |
| Classement mondial | 111  | 128  | 100  | 123  | 138  | 143  | 124  | 139  | 142  | 148  | 153  | 155  | 150  | 186  | 149  | 121  | 128  | 134  | 128  | 148  | 123  | 128  | 142  | 130  | 83   | 86   | 98   | 98   | 93   | 92   | 83   | 92   | 93   |

### Coupe du monde
| Année | Position     |      | Année        | Position |              | Année | Position |
| 1930  | Non inscrit  | 1974 | Non qualifié | 2010     | Non qualifié |       |          |
| 1934  | Non qualifié | 1978 | Non qualifié | 2014     | Non qualifié |       |          |
| 1938  | Non qualifié | 1982 | Non qualifié | 2018     | Non qualifié |       |          |
| 1950  | Non qualifié | 1986 | Non qualifié | 2022     | Non qualifié |       |          |
| 1954  | Non qualifié | 1990 | Non qualifié | 2026     | À venir      |       |          |
| 1958  | Non qualifié | 1994 | Non qualifié | 2030     | À venir      |       |          |
| 1962  | Non qualifié | 1998 | Non qualifié | 2034     | À venir      |       |          |
| 1966  | Non qualifié | 2002 | Non qualifié |          |              |       |          |
| 1970  | Non qualifié | 2006 | Non qualifié |          |              |       |          |

| Année | Parcours          | Classement  | Pts         | J           | G           | N           | P           | Bp          | Bc          | Diff.       |
| ----- | ----------------- | ----------- | ----------- | ----------- | ----------- | ----------- | ----------- | ----------- | ----------- | ----------- |
| 1930  | Non inscrit       | Non inscrit | Non inscrit | Non inscrit | Non inscrit | Non inscrit | Non inscrit | Non inscrit | Non inscrit | Non inscrit |
| 1934  | Tour préliminaire | 3e sur 3    | 0           | 2           | 0           | 0           | 2           | 2           | 15          | -13         |
| 1938  | Tour préliminaire | 3e sur 3    | 0           | 2           | 0           | 0           | 2           | 2           | 7           | -5          |
| 1950  | Tour préliminaire | 2e sur 2    | 0           | 2           | 0           | 0           | 2           | 4           | 8           | -4          |
| 1954  | Tour préliminaire | 3e sur 3    | 0           | 4           | 0           | 0           | 4           | 1           | 19          | -18         |
| 1958  | Tour préliminaire | 3e sur 3    | 0           | 4           | 0           | 0           | 4           | 3           | 19          | -16         |
| 1962  | Tour préliminaire | 3e sur 3    | 2           | 4           | 1           | 0           | 3           | 5           | 21          | -16         |
| 1966  | Tour préliminaire | 4e sur 4    | 0           | 6           | 0           | 0           | 6           | 6           | 20          | -14         |
| 1970  | Tour préliminaire | 4e sur 4    | 0           | 6           | 0           | 0           | 6           | 4           | 24          | -20         |
| 1974  | Tour préliminaire | 4e sur 4    | 2           | 6           | 1           | 0           | 5           | 2           | 14          | -12         |
| 1978  | Tour préliminaire | 4e sur 4    | 0           | 6           | 0           | 0           | 6           | 2           | 22          | -20         |
| 1982  | Tour préliminaire | 5e sur 5    | 0           | 8           | 0           | 0           | 8           | 1           | 23          | -22         |
| 1986  | Tour préliminaire | 5e sur 5    | 0           | 8           | 0           | 0           | 8           | 2           | 27          | -25         |
| 1990  | Tour préliminaire | 5e sur 5    | 1           | 8           | 0           | 1           | 7           | 3           | 22          | -19         |
| 1994  | Tour préliminaire | 5e sur 5    | 1           | 8           | 0           | 1           | 7           | 2           | 17          | -15         |
| 1998  | Tour préliminaire | 5e sur 5    | 0           | 8           | 0           | 0           | 8           | 2           | 22          | -20         |
| 2002  | Tour préliminaire | 6e sur 6    | 0           | 10          | 0           | 0           | 10          | 4           | 28          | -24         |
| 2006  | Tour préliminaire | 7e sur 7    | 0           | 12          | 0           | 0           | 12          | 5           | 48          | -43         |
| 2010  | Tour préliminaire | 5e sur 6    | 5           | 10          | 1           | 2           | 7           | 4           | 25          | -21         |
| 2014  | Tour préliminaire | 6e sur 6    | 6           | 10          | 1           | 3           | 6           | 7           | 26          | -19         |
| 2018  | Tour préliminaire | 5e sur 6    | 6           | 10          | 1           | 3           | 6           | 7           | 25          | -18         |
| 2022  | Tour préliminaire | 4e sur 5    | 9           | 8           | 3           | 0           | 5           | 8           | 18          | -10         |
| 2026  | À venir           | À venir     | À venir     | À venir     | À venir     | À venir     | À venir     | À venir     | À venir     | À venir     |
| Total | Total             | Total       | Total       | 142         | 8           | 10          | 124         | 76          | 450         | -374        |

En gras : meilleures performances de l'équipe du Luxembourg.

### Championnat d'Europe
Le Luxembourg compte une seule grande performance à son actif au championnat d'Europe des nations, en 1964, lorsqu'il atteint les quarts de finale de la compétition (éliminé par le Danemark en matchs aller-retour disputés hors tournoi, la phase finale ne concernant à l'époque que le dernier carré). Il n'est cependant jamais parvenu à se qualifier pour une phase finale de l'Euro.
| Année | Position         |      | Année        | Position |              | Année | Position |
| 1960  | Non inscrit      | 1988 | Non qualifié | 2016     | Non qualifié |       |          |
| 1964  | Quarts de finale | 1992 | Non qualifié | 2020     | Non qualifié |       |          |
| 1968  | Non qualifié     | 1996 | Non qualifié | 2024     | Non qualifié |       |          |
| 1972  | Non qualifié     | 2000 | Non qualifié | 2028     | À venir      |       |          |
| 1976  | Non qualifié     | 2004 | Non qualifié | 2032     | À venir      |       |          |
| 1980  | Non qualifié     | 2008 | Non qualifié |          |              |       |          |
| 1984  | Non qualifié     | 2012 | Non qualifié |          |              |       |          |

| Année | Parcours                      | Classement  | Pts         | J           | G           | N           | P           | Bp          | Bc          | Diff.       |
| ----- | ----------------------------- | ----------- | ----------- | ----------- | ----------- | ----------- | ----------- | ----------- | ----------- | ----------- |
| 1960  | Non inscrit                   | Non inscrit | Non inscrit | Non inscrit | Non inscrit | Non inscrit | Non inscrit | Non inscrit | Non inscrit | Non inscrit |
| 1964  | Quart de finale               | -           | (5)         | 5           | 1           | 3           | 1           | 8           | 8           | 0           |
| 1968  | Tour préliminaire             | 4e sur 4    | 1           | 6           | 0           | 1           | 5           | 1           | 18          | -17         |
| 1972  | Tour préliminaire             | 4e sur 4    | 1           | 6           | 0           | 1           | 5           | 1           | 23          | -22         |
| 1976  | Tour préliminaire             | 4e sur 4    | 0           | 6           | 0           | 0           | 6           | 7           | 28          | -21         |
| 1980  | Tour préliminaire             | 4e sur 4    | 1           | 6           | 0           | 1           | 5           | 2           | 17          | -15         |
| 1984  | Tour préliminaire             | 5e sur 5    | 0           | 8           | 0           | 0           | 8           | 5           | 36          | -31         |
| 1988  | Tour préliminaire             | 5e sur 5    | 1           | 8           | 0           | 1           | 7           | 2           | 23          | -21         |
| 1992  | Tour préliminaire             | 4e sur 4    | 0           | 6           | 0           | 0           | 6           | 2           | 14          | -12         |
| 1996  | Tour préliminaire             | 5e sur 6    | 10          | 10          | 3           | 1           | 6           | 3           | 21          | -18         |
| 2000  | Tour préliminaire             | 5e sur 5    | 0           | 8           | 0           | 0           | 8           | 2           | 25          | -23         |
| 2004  | Tour préliminaire             | 5e sur 5    | 0           | 8           | 0           | 0           | 8           | 0           | 21          | -21         |
| 2008  | Tour préliminaire             | 7e sur 7    | 3           | 12          | 1           | 0           | 11          | 2           | 23          | -21         |
| 2012  | Tour préliminaire             | 6e sur 6    | 4           | 10          | 1           | 1           | 8           | 3           | 21          | -18         |
| 2016  | Tour préliminaire             | 5e sur 6    | 4           | 10          | 1           | 1           | 8           | 6           | 27          | -21         |
| 2021  | Tour préliminaire             | 4e sur 5    | 4           | 8           | 1           | 1           | 6           | 7           | 16          | -9          |
| 2024  | Tour préliminaire (+barrages) | 3e sur 6    | 17          | 11          | 5           | 2           | 4           | 13          | 21          | -8          |
| Total | Total                         | Total       | Total       | 128         | 13          | 13          | 102         | 64          | 342         | -278        |

En gras : la meilleure performance de l'équipe du Luxembourg.

### Ligue des Nations
| Édition   | Ligue | Phase de Groupe | Phase de Groupe | Phase de Groupe | Phase de Groupe | Phase de Groupe | Phase de Groupe | Phase de Groupe | Phase finale | Phase finale | Phase finale | Phase finale | Phase finale | Phase finale | Phase finale | Phase finale |
| Édition   | Ligue | Class.          | M               | V               | N               | D               | bp              | bc              | Pays hôte    | Résultat     | M            | V            | N            | D            | bp           | bc           |
| --------- | ----- | --------------- | --------------- | --------------- | --------------- | --------------- | --------------- | --------------- | ------------ | ------------ | ------------ | ------------ | ------------ | ------------ | ------------ | ------------ |
| 2018-2019 | D     | 2/4             | 6               | 3               | 1               | 2               | 11              | 4               | 2019         | Inéligible   | Inéligible   | Inéligible   | Inéligible   | Inéligible   | Inéligible   | Inéligible   |
| 2020-2021 | C     | 2/4             | 6               | 3               | 1               | 2               | 7               | 5               | 2021         | Inéligible   | Inéligible   | Inéligible   | Inéligible   | Inéligible   | Inéligible   | Inéligible   |
| 2022-2023 | C     | 2/4             | 6               | 3               | 2               | 1               | 9               | 7               | 2023         | Inéligible   | Inéligible   | Inéligible   | Inéligible   | Inéligible   | Inéligible   | Inéligible   |
| 2024-2025 | C     | 4/4             | 6               | 0               | 3               | 3               | 3               | 7               | 2025         | Inéligible   | Inéligible   | Inéligible   | Inéligible   | Inéligible   | Inéligible   | Inéligible   |
| Total     | Total | Total           | 24              | 9               | 7               | 8               | 30              | 23              | Total        | Total        | 0            | 0            | 0            | 0            | 0            | 0            |

### Parcours aux Jeux olympiques
Vieille nation de football, le Luxembourg a participé, sans passer de phases éliminatoires, aux premières épreuves de football des Jeux Olympiques, à une époque où l'organisation d'un tel évènement, une compétition internationale, était encore balbutiante et rudimentaire. Il s'y est illustré en 1952, en éliminant la Grande-Bretagne lors du tour préliminaire, et en tombant avec les honneurs face au Brésil. Néanmoins, le Luxembourg n'est jamais parvenu à se hisser au-delà des huitième-de-finales, et ne réussit pas à se qualifier pour les éditions suivant celles de 1952 : le nombre des équipes augmentant, l'instauration de phases éliminatoires (à partir de 1956) devint nécessaire.
| Année       | Parcours                         | Pts | J | G | N | P | Bp | Bc | Diff. |
| ----------- | -------------------------------- | --- | - | - | - | - | -- | -- | ----- |
| 1908        | Non inscrit                      |     |   |   |   |   |    |    |       |
| 1912        | Non inscrit                      |     |   |   |   |   |    |    |       |
| 1920        | 1/8e de finale                   | (0) | 1 | 0 | 0 | 1 | 0  | 3  | -3    |
| 1924        | 1/8e de finale                   | (0) | 1 | 0 | 0 | 1 | 0  | 2  | -2    |
| 1928        | 1/8e de finale                   | (0) | 1 | 0 | 0 | 1 | 3  | 5  | -2    |
| 1932        | Pas de football                  |     |   |   |   |   |    |    |       |
| 1936        | 1/8e de finale                   | (0) | 1 | 0 | 0 | 1 | 0  | 9  | -9    |
| 1948        | 1/8e de finale                   | (2) | 2 | 1 | 0 | 1 | 7  | 6  | +1    |
| 1952        | 1/8e de finale                   | (2) | 2 | 1 | 0 | 1 | 6  | 5  | +1    |
| 1956        | Non inscrit                      |     |   |   |   |   |    |    |       |
| 1960        | Tour préliminaire                | (4) | 4 | 1 | 2 | 1 | 7  | 6  | +1    |
| 1964        | Non inscrit                      |     |   |   |   |   |    |    |       |
| 1968        | Non inscrit                      |     |   |   |   |   |    |    |       |
| 1972        | Tour préliminaire                | (2) | 3 | 1 | 0 | 2 | 3  | 5  | -2    |
| 1976        | Tour préliminaire                | (0) | 2 | 0 | 0 | 2 | 1  | 3  | -2    |
| 1980        | Non inscrit                      |     |   |   |   |   |    |    |       |
| 1984        | Non inscrit                      |     |   |   |   |   |    |    |       |
| 1988        | Non inscrit                      |     |   |   |   |   |    |    |       |
| Depuis 1992 | Compétition disputée par les U23 |     |   |   |   |   |    |    |       |

En gras : les meilleures performances du Luxembourg.

### Dates notables
- 29/10/1911 : 1re rencontre officielle (France 4 – Luxembourg 1)
- 20/04/1913 : 1re rencontre officielle à domicile (Luxembourg 0 – France 8)
- 08/02/1914 : 1re victoire (Luxembourg 5 – France 4)
- 28/06/1928 : 1re rencontre avec une équipe non européenne (Luxembourg 1 - Égypte 1)
- 10/04/1932 : Plus large défaite en match non officiel (Italie B 12 – Luxembourg 0)
- 04/08/1936 : Plus large défaite (Allemagne 9 – Luxembourg 0, Jeux Olympiques)
- 31/03/1940 : 1re victoire à l’extérieur (Pays-Bas 4 – Luxembourg 5)
- 13/05/1945 : Plus large victoire à l’extérieur (Belgique 1 – Luxembourg 4)
- 19/10/1960 : Plus large défaite à domicile (Luxembourg 0 – Angleterre 9)
- 26/07/1948 : Plus large victoire (sur terrain neutre) et 1re rencontre avec une équipe asiatique (Afghanistan 0 – Luxembourg 6, Jeux Olympiques)
- 10/04/1969 : 1re rencontre avec une équipe centre-américaine (Luxembourg 2 – Mexique 1)
- 07/10/1973 : 1re rencontre avec une équipe nord-américaine (Luxembourg 0 - Canada 2)
- 01/05/1980 : 1er déplacement hors d'Europe et 1re rencontre avec une équipe extrême-orientale (Thaïlande 0 – Luxembourg 1)
- 26/03/1980 : 1re rencontre avec une équipe sud-américaine (Luxembourg 0 - Uruguay 1)
- 23/03/1994 : 1re rencontre avec une équipe maghrébine (Luxembourg 1 - 2 Maroc)
- 31/05/1998 : 1re rencontre avec une équipe d’Afrique subsaharienne (Luxembourg 0 – Cameroun 2)
- 30/01/2008 : 1re rencontre avec une équipe moyen-orientale (Luxembourg 1 – Arabie saoudite 2)
- 08/09/2018 : Plus large victoire à domicile (Luxembourg 4 - Moldavie 0)

### Tableau-bilan des rencontres (officielles ou non) du Luxembourg, par adversaire
Le Luxembourg, au cours de son histoire, a rencontré toutes les nations européennes, y compris celles qui ont disparu ou sont aujourd'hui inactives (RDA, Sarre, URSS, Tchécoslovaquie, Yougoslavie, sélection olympique de Grande-Bretagne), à quelques exceptions près : Andorre et la Croatie n'ont, pour l'instant, jamais disputé de matchs contre les Lions Rouges, de même que Gibraltar et le Kosovo, qui ont récemment intégré l'UEFA.
Les autres nations rencontrées par le Luxembourg se répartissent sur presque chaque continent :
- En Amérique du Nord (États-Unis, Canada, Mexique) et du Sud (Brésil olympique et Uruguay).
- En Afrique (Égypte, Maroc, Gambie, Togo, Cameroun, Algérie , Nigeria, Sénégal, Madagascar, Cap-Vert).
- En Asie (Afghanistan, Birmanie, Thaïlande, Corée du Sud, Japon, Arabie saoudite, Qatar)

Le Luxembourg n'a jamais rencontré de nation océanienne.
L'Albanie, l'Azerbaïdjan, la Biélorussie, la Bosnie, le Liechtenstein, la Lituanie, la Macédoine du Nord, Malte, la Norvège, les Pays-Bas, Saint-Marin (qui est d'ailleurs la seule équipe que le Luxembourg a rencontré plus d'une fois et contre laquelle il est resté invaincu et n'a encaissé aucun but) sont les seules sélections contre lesquelles le Luxembourg a remporté plus d'une victoire en matchs officiels, le Luxembourg comptant 4 victoires contre la Lituanie et trois victoires contre Malte et l'Azerbaïdjan. Outre Malte, l'Azerbaïdjan et la Lituanie, les réserves suisses, françaises et belges, ainsi que l'équipe provinciale des Pays-Bas du Sud furent les seules autres équipes que le Luxembourg a battu à plus de deux reprises.
| Adversaire                  | J   | G  | N  | P   | Bp  | Bc   |
| --------------------------- | --- | -- | -- | --- | --- | ---- |
| Afghanistan                 | 1   | 1  | 0  | 0   | 6   | 0    |
| Albanie                     | 7   | 2  | 1  | 4   | 4   | 10   |
| Algérie                     | 1   | 0  | 1  | 0   | 0   | 0    |
| Allemagne                   | 14  | 1  | 0  | 13  | 11  | 62   |
| Allemagne B                 | 6   | 1  | 0  | 5   | 4   | 27   |
| Allemagne amateur           | 3   | 1  | 1  | 1   | 6   | 5    |
| Allemagne de l'Est          | 5   | 0  | 0  | 5   | 2   | 18   |
| Angleterre                  | 10  | 1  | 0  | 9   | 8   | 50   |
| Angleterre B                | 1   | 0  | 0  | 1   | 1   | 2    |
| Angleterre amateur          | 3   | 2  | 0  | 1   | 8   | 6    |
| Arabie saoudite             | 1   | 0  | 0  | 1   | 1   | 2    |
| Arménie                     | 1   | 0  | 1  | 0   | 1   | 1    |
| Autriche                    | 7   | 0  | 0  | 7   | 4   | 29   |
| Autriche B                  | 4   | 0  | 0  | 4   | 6   | 17   |
| Autriche olympique          | 3   | 1  | 0  | 2   | 3   | 5    |
| Azerbaïdjan                 | 7   | 3  | 3  | 1   | 9   | 6    |
| Belgique                    | 20  | 1  | 3  | 16  | 12  | 64   |
| Belgique B                  | 74  | 7  | 11 | 56  | 106 | 241  |
| Biélorussie                 | 13  | 2  | 4  | 7   | 5   | 14   |
| Birmanie                    | 1   | 0  | 0  | 1   | 0   | 2    |
| Bosnie-Herzégovine          | 9   | 2  | 0  | 7   | 7   | 18   |
| Brésil olympique            | 1   | 0  | 0  | 1   | 1   | 2    |
| Bulgarie                    | 16  | 0  | 2  | 14  | 9   | 40   |
| Cameroun                    | 1   | 0  | 0  | 1   | 0   | 2    |
| Canada                      | 2   | 0  | 0  | 2   | 0   | 3    |
| Cap-Vert                    | 4   | 0  | 3  | 1   | 1   | 3    |
| Chypre                      | 5   | 1  | 0  | 4   | 4   | 8    |
| Corée du Sud                | 2   | 1  | 0  | 1   | 3   | 5    |
| Danemark                    | 11  | 0  | 2  | 9   | 8   | 33   |
| Écosse                      | 5   | 0  | 1  | 4   | 1   | 12   |
| Espagne                     | 6   | 0  | 0  | 6   | 0   | 15   |
| Espagne B                   | 4   | 0  | 1  | 3   | 2   | 12   |
| Espagne espoirs             | 1   | 0  | 1  | 1   | 1   | 1    |
| Estonie                     | 3   | 0  | 1  | 2   | 1   | 7    |
| États-Unis                  | 1   | 0  | 0  | 1   | 0   | 2    |
| Finlande                    | 5   | 1  | 0  | 4   | 4   | 12   |
| France                      | 19  | 1  | 1  | 17  | 12  | 74   |
| France olympique            | 2   | 1  | 0  | 1   | 5   | 4    |
| France B                    | 34  | 6  | 5  | 23  | 51  | 89   |
| France amateur              | 11  | 1  | 3  | 7   | 13  | 30   |
| Gambie                      | 1   | 1  | 0  | 0   | 2   | 1    |
| Géorgie                     | 5   | 1  | 1  | 3   | 2   | 7    |
| Grande-Bretagne             | 1   | 1  | 0  | 0   | 5   | 3    |
| Grèce                       | 9   | 1  | 0  | 8   | 3   | 17   |
| Hongrie                     | 12  | 1  | 1  | 10  | 14  | 50   |
| Îles Féroé                  | 5   | 1  | 2  | 2   | 3   | 5    |
| Irlande du Nord             | 7   | 1  | 2  | 4   | 8   | 14   |
| Islande                     | 9   | 1  | 4  | 4   | 9   | 12   |
| Israël                      | 9   | 0  | 0  | 9   | 3   | 34   |
| Italie                      | 9   | 0  | 1  | 8   | 2   | 25   |
| Italie B                    | 7   | 1  | 0  | 6   | 5   | 37   |
| Italie semi-professionnelle | 4   | 0  | 0  | 4   | 1   | 10   |
| Japon                       | 1   | 0  | 0  | 1   | 0   | 1    |
| Kazakhstan                  | 1   | 1  | 0  | 0   | 2   | 1    |
| Lettonie                    | 7   | 0  | 1  | 6   | 4   | 20   |
| Liechtenstein               | 6   | 2  | 1  | 3   | 7   | 12   |
| Lituanie                    | 6   | 4  | 1  | 1   | 8   | 4    |
| Macédoine du Nord           | 4   | 2  | 0  | 2   | 6   | 8    |
| Madagascar                  | 1   | 0  | 1  | 0   | 3   | 3    |
| Malte                       | 7   | 3  | 2  | 2   | 5   | 5    |
| Maroc                       | 3   | 0  | 0  | 3   | 1   | 6    |
| Mexique                     | 1   | 1  | 0  | 0   | 2   | 1    |
| Moldavie                    | 6   | 1  | 4  | 1   | 6   | 3    |
| Monténégro                  | 3   | 1  | 0  | 2   | 3   | 6    |
| Nigeria                     | 1   | 0  | 0  | 1   | 1   | 3    |
| Norvège                     | 12  | 2  | 1  | 9   | 9   | 25   |
| Norvège B                   | 1   | 1  | 0  | 0   | 1   | 0    |
| Pays-Bas                    | 18  | 2  | 1  | 15  | 14  | 62   |
| Pays-Bas olympique          | 3   | 0  | 0  | 3   | 1   | 4    |
| Pays-Bas B                  | 8   | 0  | 1  | 7   | 6   | 25   |
| Pays-Bas amateur            | 1   | 0  | 0  | 1   | 0   | 1    |
| Zuid-Nederland              | 28  | 9  | 6  | 13  | 54  | 69   |
| Pays de Galles              | 6   | 0  | 0  | 6   | 2   | 17   |
| Pologne                     | 7   | 0  | 1  | 6   | 5   | 26   |
| Portugal                    | 21  | 1  | 1  | 19  | 8   | 74   |
| Portugal B                  | 1   | 0  | 0  | 1   | 1   | 3    |
| Qatar                       | 2   | 0  | 1  | 1   | 1   | 2    |
| République d'Irlande        | 8   | 1  | 1  | 6   | 3   | 17   |
| Roumanie                    | 6   | 0  | 0  | 6   | 1   | 21   |
| Royaume d'Égypte            | 1   | 0  | 1  | 0   | 1   | 1    |
| Union soviétique / Russie   | 11  | 0  | 0  | 11  | 4   | 38   |
| Saint-Marin                 | 2   | 2  | 0  | 0   | 6   | 0    |
| Sarre amateur               | 1   | 1  | 0  | 0   | 6   | 1    |
| Sénégal                     | 1   | 0  | 1  | 0   | 0   | 0    |
| Serbie                      | 4   | 0  | 0  | 4   | 4   | 11   |
| Serbie-et-Monténégro        | 2   | 0  | 0  | 2   | 2   | 8    |
| Slovaquie                   | 7   | 1  | 1  | 5   | 5   | 16   |
| Slovénie                    | 5   | 0  | 0  | 5   | 1   | 10   |
| Suède                       | 7   | 1  | 1  | 5   | 2   | 16   |
| Suisse                      | 12  | 1  | 1  | 10  | 9   | 30   |
| Suisse B                    | 23  | 4  | 7  | 12  | 34  | 56   |
| Suisse olympique            | 2   | 0  | 2  | 0   | 2   | 2    |
| Tchécoslovaquie             | 7   | 0  | 1  | 6   | 2   | 22   |
| Tchécoslovaquie B           | 4   | 0  | 2  | 2   | 7   | 16   |
| Tchéquie                    | 2   | 1  | 0  | 1   | 1   | 3    |
| Thaïlande                   | 1   | 1  | 0  | 0   | 1   | 0    |
| Togo                        | 1   | 0  | 1  | 0   | 0   | 0    |
| Turquie                     | 9   | 1  | 1  | 7   | 9   | 18   |
| Ukraine                     | 5   | 0  | 0  | 5   | 1   | 12   |
| Uruguay                     | 1   | 0  | 0  | 1   | 0   | 1    |
| Yougoslavie                 | 9   | 0  | 1  | 8   | 4   | 28   |
| Total matchs officiels      | 455 | 52 | 59 | 344 | 297 | 1186 |
| Total non officiels         | 239 | 36 | 40 | 168 | 329 | 691  |
| Total ensemble des matchs   | 694 | 88 | 99 | 512 | 626 | 1877 |

### Victoires luxembourgeoises

#### Matchs officiels
| Date               | Ville                      | Adversaire           | Résultat | Compétition                     |
| ------------------ | -------------------------- | -------------------- | -------- | ------------------------------- |
| 22 mars 2025       | Luxembourg, Luxembourg     | Suède                | 1 - 0    | Match amical                    |
| 26 mars 2024       | Luxembourg, Luxembourg     | Kazakhstan           | 2 - 1    | Match amical                    |
| 19 novembre 2023   | Vaduz, Liechtenstein       | Liechtenstein        | 1 - 0    | Éliminatoires Euro              |
| 16 novembre 2023   | Luxembourg, Luxembourg     | Bosnie-Herzégovine   | 4 - 1    | Éliminatoires Euro              |
| 8 septembre 2023   | Luxembourg, Luxembourg     | Islande              | 3 - 1    | Éliminatoires Euro              |
| 20 juin 2023       | Zenica, Bosnie-Herzégovine | Bosnie-Herzégovine   | 2 - 0    | Éliminatoires Euro              |
| 17 juin 2023       | Luxembourg, Luxembourg     | Liechtenstein        | 2 - 0    | Éliminatoires Euro              |
| 25 septembre 2022  | Luxembourg, Luxembourg     | Lituanie             | 1 - 0    | Ligue C de la Ligue des Nations |
| 7 juin 2022        | Tórshavn, Îles Féroé       | Îles Féroé           | 1 - 0    | Ligue C de la Ligue des Nations |
| 4 juin 2022        | Vilnius, Lituanie          | Lituanie             | 2 - 0    | Ligue C de la Ligue des Nations |
| 11 novembre 2021   | Bakou, Azerbaïdjan         | Azerbaïdjan          | 3 - 1    | Éliminatoires Coupe du monde    |
| 1er septembre 2021 | Luxembourg, Luxembourg     | Azerbaïdjan          | 2 - 1    | Éliminatoires Coupe du monde    |
| 27 mars 2021       | Dublin, Irlande            | République d'Irlande | 1 - 0    | Éliminatoires Coupe du monde    |
| 13 octobre 2020    | Podgorica, Monténégro      | Monténégro           | 2 - 1    | Ligue C de la Ligue des Nations |
| 10 octobre 2020    | Luxembourg, Luxembourg     | Chypre               | 2 - 0    | Ligue C de la Ligue des Nations |
| 5 septembre 2020   | Bakou, Azerbaïdjan         | Azerbaïdjan          | 2 - 1    | Ligue C de la Ligue des Nations |
| 22 mars 2019       | Luxembourg, Luxembourg     | Lituanie             | 2 - 1    | Éliminatoires Euro              |
| 15 octobre 2018    | Luxembourg, Luxembourg     | Saint-Marin          | 3 - 0    | Ligue D de la Ligue des Nations |
| 11 septembre 2018  | Serravalle, Saint-Marin    | Saint-Marin          | 3 - 0    | Ligue D de la Ligue des Nations |
| 8 septembre 2018   | Luxembourg, Luxembourg     | Moldavie             | 4 - 0    | Ligue D de la Ligue des Nations |
| 5 juin 2018        | Luxembourg, Luxembourg     | Géorgie              | 1 - 0    | Match amical                    |
| 22 mars 2018       | Ta' Qali, Malte            | Malte                | 1 - 0    | Match amical                    |
| 10 novembre 2017   | Luxembourg, Luxembourg     | Hongrie              | 2 - 1    | Match amical                    |
| 31 août 2017       | Luxembourg, Luxembourg     | Biélorussie          | 1 - 0    | Éliminatoires Coupe du monde    |
| 4 juin 2017        | Luxembourg, Luxembourg     | Albanie              | 2 - 1    | Match amical                    |
| 13 novembre 2015   | Luxembourg, Luxembourg     | Grèce                | 1 - 0    | Match amical                    |
| 5 septembre 2015   | Luxembourg, Luxembourg     | Macédoine du Nord    | 1 - 0    | Éliminatoires Euro              |
| 10 septembre 2013  | Luxembourg, Luxembourg     | Irlande du Nord      | 3 - 2    | Éliminatoires Coupe du monde    |
| 14 août 2013       | Luxembourg, Luxembourg     | Lituanie             | 2 - 1    | Match amical                    |
| 29 février 2012    | Luxembourg, Luxembourg     | Macédoine du Nord    | 2 - 1    | Match amical                    |
| 6 septembre 2011   | Luxembourg, Luxembourg     | Albanie              | 2 - 1    | Éliminatoires Euro              |
| 9 février 2011     | Luxembourg, Luxembourg     | Slovaquie            | 2 - 1    | Match amical                    |
| 10 septembre 2008  | Zurich, Suisse             | Suisse               | 2 - 1    | Éliminatoires Coupe du monde    |
| 13 octobre 2007    | Gomel, Biélorussie         | Biélorussie          | 1 - 0    | Éliminatoires Euro              |
| 7 février 2007     | Luxembourg, Luxembourg     | Gambie               | 2 - 1    | Match amical                    |
| 6 septembre 1995   | Luxembourg, Luxembourg     | Malte                | 1 - 0    | Éliminatoires Euro              |
| 7 juin 1995        | Luxembourg, Luxembourg     | Tchéquie             | 1 - 0    | Éliminatoires Euro              |
| 22 février 1995    | Ta'Qali, Malte             | Malte                | 1 - 0    | Éliminatoires Euro              |
| 9 mai 1980         | Medan, Indonésie           | Corée du Sud         | 3 - 2    | Mara Halim Cup                  |
| 1er mai 1980       | Medan, Indonésie           | Thaïlande            | 1 - 0    | Mara Halim Cup                  |
| 4 novembre 1973    | Luxembourg, Luxembourg     | Norvège              | 2 - 1    | Match amical                    |
| 22 octobre 1972    | Luxembourg, Luxembourg     | Turquie              | 2 - 0    | Éliminatoires Coupe du monde    |
| 10 avril 1969      | Luxembourg, Luxembourg     | Mexique              | 2 - 1    | Match amical                    |
| 30 octobre 1963    | Rotterdam, Pays-Bas        | Pays-Bas             | 2 - 1    | Éliminatoires Euro              |
| 8 octobre 1961     | Luxembourg, Luxembourg     | Portugal             | 4 - 2    | Éliminatoires Coupe du monde    |
| 16 juillet 1952    | Lahti, Finlande            | Grande-Bretagne      | 5 - 3    | Jeux olympiques                 |
| 4 novembre 1951    | Luxembourg, Luxembourg     | Finlande             | 3 - 0    | Match amical                    |
| 26 juillet 1948    | Brighton, Angleterre       | Afghanistan          | 6 - 0    | Jeux olympiques                 |
| 28 juillet 1946    | Luxembourg, Luxembourg     | Norvège              | 3 - 2    | Match amical                    |
| 13 mai 1945        | Luxembourg, Luxembourg     | Belgique             | 4 - 1    | Match amical                    |
| 31 mars 1940       | Rotterdam, Pays-Bas        | Pays-Bas             | 5 - 4    | Match amical                    |
| 26 mars 1939       | Luxembourg, Luxembourg     | Allemagne            | 2 - 1    | Match amical                    |
| 8 février 1914     | Luxembourg, Luxembourg     | France               | 5 - 4    | Match amical                    |

#### Matchs non officiels
| Date       | Ville                        | Adversaire                   | Résultat | Compétition                   |
| ---------- | ---------------------------- | ---------------------------- | -------- | ----------------------------- |
| 15/01/1922 | Luxembourg, Luxembourg       | France B                     | 3 - 2    | Match amical                  |
| 05/11/1922 | Maastricht, Pays-Bas         | Zuid-Nederland               | 3 - 2    | Match amical                  |
| 11/05/1924 | Luxembourg, Luxembourg       | Belgique B                   | 2 - 1    | Match amical                  |
| 11/04/1926 | Differdange, Luxembourg      | France B                     | 4 - 0    | Match amical                  |
| 10/10/1926 | Bois-le-Duc, Pays-Bas        | Zuid-Nederland               | 3 - 2    | Match amical                  |
| 19/10/1930 | Maastricht, Pays-Bas         | Zuid-Nederland               | 2 - 1    | Match amical                  |
| 25/01/1931 | Belfort, France              | France B                     | 4 - 3    | Match amical                  |
| 20/03/1932 | Differdange, Luxembourg      | France B                     | 5 - 2    | Match amical                  |
| 05/06/1933 | Luxembourg, Luxembourg       | Belgique B                   | 3 - 1    | Match amical                  |
| 25/02/1934 | Bruxelles, Belgique          | Belgique B                   | 3 - 2    | Match amical                  |
| 14/04/1935 | Luxembourg, Luxembourg       | Belgique B                   | 5 - 3    | Match amical                  |
| 13/10/1935 | Luxembourg, Luxembourg       | Zuid-Nederland               | 3 - 2    | Match amical                  |
| 08/11/1936 | Luxembourg, Luxembourg       | Suisse B                     | 3 - 1    | Match amical                  |
| 21/02/1937 | Dijon, France                | France B                     | 1 - 0    | Match amical                  |
| 17/03/1937 | Nancy, France                | France amateur               | 5 - 1    | Match amical                  |
| 25/04/1937 | Luxembourg, Luxembourg       | Italie B                     | 3 - 2    | Match amical                  |
| 18/09/1938 | Luxembourg, Luxembourg       | Suisse B                     | 2 - 1    | Match amical                  |
| 29/01/1939 | Dudelange, Luxembourg        | Belgique B                   | 5 - 3    | Match amical                  |
| 13/05/1947 | Luxembourg, Luxembourg       | Angleterre amateur           | 4 - 3    | Match amical                  |
| 26/10/1947 | Eindhoven, Pays-Bas          | Zuid-Nederland               | 3 - 2    | Match amical                  |
| 22/02/1948 | Luxembourg, Luxembourg       | Belgique B                   | 2 - 0    | Match amical                  |
| 24/10/1948 | Luxembourg, Luxembourg       | Zuid-Nederland               | 2 - 1    | Match amical                  |
| 22/08/1950 | Oslo, Norvège                | Norvège B                    | 1 - 0    | Match amical                  |
| 11/11/1951 | Bois-le-Duc, Pays-Bas        | Zuid-Nederland               | 3 - 0    | Match amical                  |
| 29/06/1952 | Merzig, Sarre                | Sarre amateur                | 6 - 1    | Match amical                  |
| 15/11/1953 | Spekholzerheide, Pays-Bas    | Zuid-Nederland               | 3 - 0    | Match amical                  |
| 21/11/1954 | Luxembourg, Luxembourg       | Zuid-Nederland               | 3 - 2    | Match amical                  |
| 14/10/1956 | Luxembourg, Luxembourg       | Belgique B                   | 6 - 4    | Match amical                  |
| 11/11/1956 | Esch-sur-Alzette, Luxembourg | Suisse B                     | 4 - 1    | Match amical                  |
| 01/05/1958 | Luxembourg, Luxembourg       | Allemagne de l'Ouest B       | 4 - 1    | Match amical                  |
| 26/04/1959 | Luxembourg, Luxembourg       | Suisse B                     | 2 - 0    | Match amical                  |
| 24/05/1959 | Luxembourg, Luxembourg       | Angleterre amateur           | 3 - 1    | Match amical                  |
| 10/04/1960 | Luxembourg, Luxembourg       | France olympique             | 5 - 3    | Éliminatoires Jeux olympiques |
| 03/03/1971 | Luxembourg, Luxembourg       | Allemagne de l'Ouest amateur | 4 - 2    | Match amical                  |
| 04/04/1971 | Esch-sur-Alzette, Luxembourg | Autriche olympique           | 1 - 0    | Éliminatoires Jeux olympiques |
| 10/10/1971 | Esch-sur-Alzette, Luxembourg | France B                     | 1 - 0    | Match amical                  |

## Principaux joueurs

### Joueurs records
| Rang | Sélections | Joueur           | Carrière  | Buts |
| ---- | ---------- | ---------------- | --------- | ---- |
| 1    | 114        | Laurent Jans     | 2012-     | 1    |
| 2    | 102        | Mario Mutsch     | 2005-2019 | 4    |
| 3    | 100        | Daniel da Mota   | 2007-2021 | 7    |
| 4    | 98         | Jeff Strasser    | 1993-2010 | 7    |
| 4    | 98         | Lars Gerson      | 2008-     | 4    |
| 6    | 92         | René Peters      | 2000-2013 | 3    |
| 7    | 90         | Jonathan Joubert | 2006-2017 | 0    |
| 8    | 88         | Eric Hoffmann    | 2002-2014 | 0    |
| 9    | 85         | Carlo Weis       | 1978-1998 | 1    |
| 10   | 80         | Aurélien Joachim | 2005-2019 | 15   |

| Rang | Buts | Joueur           | Carrière  | Sélections | Ratio |
| ---- | ---- | ---------------- | --------- | ---------- | ----- |
| 1    | 23   | Gerson Rodrigues | 2017-     | 68         | 0,34  |
| 2    | 16   | Léon Mart        | 1933-1945 | 24         | 0,67  |
| 3    | 15   | Gustave Kemp     | 1938-1945 | 20         | 0,75  |
| 3    | 15   | Aurélien Joachim | 2005-2019 | 80         | 0,19  |
| 5    | 14   | Camille Libar    | 1938-1947 | 24         | 0,58  |
| 6    | 13   | Nicolas Kettel   | 1946-1959 | 56         | 0,23  |
| 6    | 13   | Danel Sinani     | 2017-     | 69         | 0,19  |
| 8    | 12   | François Müller  | 1949-1954 | 27         | 0,44  |
| 9    | 11   | Léon Letsch      | 1947-1963 | 48         | 0,23  |
| 10   | 9    | Gilbert Dussier  | 1971-1978 | 39         | 0,23  |

### Grands joueurs du passé
(août 2023).
- Si vous ne connaissez pas le sujet, laissez ce bandeau (vous pouvez alors contacter les auteurs).
- Si vous supprimez le contenu mis en cause (vous pouvez préalablement contacter les auteurs),

argumentez précisément cette suppression dans la page de discussion
(un manque de référence n'est pas un argument ; une recherche réelle de référence doit avoir été effectuée, être formellement documentée).
Les matchs qui ne sont pas considérés comme officiels par la FIFA (contre des équipes B, amateurs, olympiques) ont été comptabilisés dans le décompte des sélections et des buts.
| Joueurs                   | Poste | Sél. | B. | Période   | Clubs fréquentés |
| ------------------------- | ----- | ---- | -- | --------- | --- |
| Alija Bešić               | G     | 28   | 0  | 2000-2004 | Union Luxembourg, Swift Hesperange, CS Pétange |
| Nico Braun                | A     | 40   | 9  | 1970-1980 | Union Luxembourg, FC Schalke 04, FC Metz, RSC Charleroi |
| Erny Brenner              | D     | 67   | 4  | 1955-1965 | Aris Bonnevoie, Stade Dudelange |
| Manuel Cardoni            | M     | 68   | 5  | 1993-2004 | Bayer Leverkusen, Jeunesse d’Esch |
| Camille Dimmer            | M     | 23   | 8  | 1957-1967 | RSC Anderlecht, Crossing Molenbeek, Red Boys Differdange |
| Gilbert Dresch            |       | 64   | 1  | 1975-1987 | Avenir Beggen |
| Gilbert Dussier           | A     | 39   | 9  | 1971-1978 | Red Boys Differdange, Jeunesse d’Esch, Röchling Völklingen, AS Nancy-Lorraine, Lille OSC |
| Albert Elter              | M     | 1    | 1  | 1911      | Racing Luxembourg |
| Stéphane Gillet           | G     | 20   | 0  | 2000-2006 | Spora Luxembourg, SV Elversberg, Paris St-Germain, Union Luxembourg, Chester City, RFCU Luxembourg                                                                                          |
| Guy Hellers               | M     | 55   | 2  | 1982-1997 | FC Metz, Standard Liège |
| Eric Hoffmann             | D     | 89   | 0  | 2002-2014 | Orania Vianden, Etzella Ettelbruck, Jeunesse d’Esch |
| Gusty Kemp                | A     | 21   | 15 | 1936-1945 | AS Differdange, Progrès Niederkorn |
| Nicolas Kettel            | A     | 56   | 13 | 1946-1959 | Stade Dudelange, Young Boys Diekirch |
| Antoine « Spitz » Kohn    | A     | 15   | 6  | 1952-1965 | Jeunesse d’Esch, Karlsruhe, FC Bâle, Fortuna Geleen, FC Twente |
| François « Bitzi » Konter | D     | 77   | 4  | 1955-1969 | Chiers Rodange, RSC Anderlecht, Crossing Molenbeek, KAA La Gantoise |
| Robby Langers             | A     | 73   | 8  | 1980-1998 | Union Luxembourg, Bor. M'gladbach, Olympique de Marseille, FC Metz, Stade quimpérois, EA Guingamp, US Orléans, OGC Nice, AS Cannes, Yverdon, Étoile Carouge, Eintracht Trier, F91 Dudelange |
| Johny Léonard             | A     | 32   | 8  | 1962-1970 | Union Luxembourg, FC Metz, KAA La Gantoise |
| Léon Letsch               |       | 53   | 11 | 1947-1961 | Spora Luxembourg, CO Roubaix-Tourcoing |
| Camille Libar             | A     | 24   | 14 | 1937-1950 | Stade Dudelange, Girondins de Bordeaux |
| Léon Mart                 | A     | 24   | 16 | 1933-1946 | CS Fola Esch |
| Bernard « Benny » Michaux | M     | 46   | 0  | 1945-1957 | Stade Dudelange, Alliance Dudelange |
| François « Menn » Müller  |       | 29   | 12 | 1949-1955 | Red Star Merl, CS Grevenmacher |
| Vic Nurenberg             | A     | 19   | 5  | 1950-1964 | Progrès Niederkorn, OGC Nice, FC Sochaux, Olympique lyonnais, OGC Nice, CA Bastia, Spora Luxembourg                                                                                         |
| René Peters               | M     | 91   | 4  | 2000-2013 | Standard Liège, US Créteil, Swift Hesperange, Jeunesse d’Esch, FC RM Hamm Benfica, CS Grevenmacher                                                                                          |
| Paul Philipp              | M     | 55   | 4  | 1968-1982 | Avenir Beggen, Union Saint-Gilloise, Standard Liège, Royale Union Forest, RSC Charleroi |
| Louis Pilot               | M     | 50   | 7  | 1959-1977 | CS Fola Esch, Standard Liège, Antwerpen, Racing Jet Bruxelles |
| Sébastien Rémy            | M     | 51   | 0  | 2002-2008 | Sporting Mertzig, F91 Dudelange |
| Jeff Saibene              | D     | 64   | 0  | 1986-2001 | Union Luxembourg, Standard Liège, FC Aarau, Old Boys Bâle, FC Monthey, FC Locarno, Swift Hesperange                                                                                         |
| Ady Schmit                | M     | 49   | 6  | 1960-1970 | CS Fola Esch, FC Sochaux, FC Mulhouse, SAS Épinal |
| Jeff Strasser             | D     | 98   | 7  | 1993-2010 | Union Luxembourg, FC Metz, 1. FC Kaiserslautern, Borussia Mönchengladbach, Racing Club de Strasbourg, FC Metz, CS Fola Esch, Grasshopper Club Zurich, CS Fola Esch                          |
| Carlo Weis                | D     | 88   | 1  | 1978-1998 | Spora Luxembourg, FC Metz, FC Winterslag, Stade de Reims, Thionville, Avenir Beggen, Sporting Mertzig                                                                                       |

## Sélectionneurs
À quelques exceptions près, les sélectionneurs, depuis que ce poste existe, du Luxembourg restent longtemps en poste.
| Entraîneurs                                     | Périodes                | J   |
| ----------------------------------------------- | ----------------------- | --- |
| Schröder Batty                                  | 26/05/1924              | 1   |
| Jacquemart Gustave                              | 27/05/1928              | 1   |
| Paul Feierstein                                 | 04/06/1933 - 24/05/1948 | 63  |
| Jean-Pierre Hoscheit/Jules Müller/Albert Reuter | 18/07/1948 - 26/06/1949 | 10  |
| Adolf Patek                                     | 18/09/1949 - 06/05/1953 | 31  |
| Béla Volentik                                   | 20/09/1953 - 16/01/1955 | 9   |
| Edouard Havlicek                                | 10/04/1955 - 08/06/1955 | 3   |
| Nandor Lengyel                                  | 25/09/1955 - 24/05/1959 | 25  |
| Pierre Sinibaldi                                | 17/06/1959 - 13/04/1960 | 8   |
| Robert Heinz                                    | 02/10/1960 - 23/04/1969 | 64  |
| Ernst Melchior                                  | 12/10/1969 - 26/04/1972 | 22  |
| Gilbert Legrand                                 | 07/10/1972 - 03/12/1977 | 34  |
| Arthur Schoos (int.)                            | 28/02/1978 - 22/03/1978 | 2   |
| Louis Pilot                                     | 07/10/1978 - 09/06/1984 | 38  |
| Jef Vliers                                      | 13/10/1984 - 22/12/1984 | 6   |
| Josy Kirchens (int.)                            | 27/03/1985 - 18/05/1985 | 4   |
| Paul Philipp                                    | 29/09/1985 - 08/10/2001 | 87  |
| Allan Simonsen                                  | 13/02/2002 - 17/11/2004 | 26  |
| Guy Hellers                                     | 30/03/2005 - 03/08/2010 | 27  |
| Luc Holtz,                                      | 03/08/2010 - 11/08/2025 | 143 |
| Jeff Strasser                                   | 19/08/2025 -            | 0   |

int. : intérim.

## Infrastructures
C'est depuis 2007 que le président de la FLF décide que l'heure d'un nouveau stade national est arrivé, mais ce n'est que le 18 juillet 2011 que la décision et le projet sont officiels. En effet le Stade Josy-Barthel ne rentre plus dans les critères de la UEFA, stade trop vieux, trop petit et qui manque de technologies. Lors de l'Assemblée Générale de la FLF en novembre 2012, le Ministre des sports Romain Schneider a annoncé que le stade Josy-Barthel sera modernisé.
Ce projet est finalement abandonné en 2014, à nouveau au profit de la construction d'un nouveau stade, le stade de Luxembourg. Sa construction aura lieu entre 2017 et 2019 et le stade actuel sera ensuite démoli. La nouvelle enceinte n'a finalement été achevée qu'en 2021 et son premier match officiel a lieu le 1er septembre 2021.